# Турну-Руєнь
Турну-Руєнь, Турну-Руєні (рум. Turnu Ruieni) — село у повіті Караш-Северін в Румунії. Адміністративний центр комуни Турну-Руєнь.
Село розташоване на відстані 314 км на захід від Бухареста, 36 км на схід від Решиці, 95 км на південний схід від Тімішоари.

## Населення
За даними перепису населення 2002 року у селі проживали 963 особи, усі — румуни. Рідною мовою 962 особи (99,9%) назвали румунську.